# Augochloropsis liopelte
Augochloropsis liopelte är en biart som först beskrevs av Jesus Santiago Moure 1940.  Augochloropsis liopelte ingår i släktet Augochloropsis och familjen vägbin. Inga underarter finns listade.